# Aya (mitología)
En las mitologías acadia, babilónica y asiria, Aya fue una diosa madre, esposa del dios sol y de la justicia Shamash. Se desarrolló a partir de la diosa sumeria Sherida, esposa del dios Utu.

## Historia
Šherida o Sherida es una de las más antiguas divinidades de Mesopotamia, atestiguada en inscripciones de la época presargónica, siendo su nombre como "Aya", popular durante el período Ur III (siglos XXI a. C.-XX a. C.), haciendo de ella una de las más antiguas deidades semíticas conocidas en la región
Cuando se dio forma al panteón sumerio, Utu se convirtió en el dios del sol primordial y Sherida se sincretizó en un papel secundario como un aspecto del sol junto a otras deidades solares menos poderosas (véase Ninurta) y asquirió el papel de consorte de Utu.
Cuando los acadios semitas llegaron a Mesopotamia, su panteón llegó a ser una sincretización del sumerio. Inanna e Ishtar, Nanna y Sin, Utu y Shamash, etc. La diosa menor mesopotámica del sol Aya, llegó a ser sincretizada en Sherida durante este proceso. La diosa Aya en este aspecto parece haber tenido amplia aceptación entre los pueblos semitas, ya que se menciona en las listas de divinidades en Ugarit y aparece en nombres personales en la Biblia (Gen 36:24, Sam 3:7, 1 Crón 7:28).

## Mito
En acadio aya es "amanecer", y durante el período acadio fue asociada fuertemente con el sol naciente y con el amor sexual y la juventud.  Los babilonios a veces se referían a ella como kallatu (la novia), y como tal, fue conocida como la esposa de Shamash. De hecho, fue adorada como parte de un culto separado pero adjunto en los templos E-babbar de Girsu y Sippar.
En el período neobabilónico (y posiblemente mucho antes), Shamash y Aya fueron asociados con una práctica conocida como Hasadu, que se traduce como "matrimonio sagrado". Se preparaba una habitación con una cama y en determinadas ocasiones se juntaban las estatuas de Shamash y Aya del templo y se ponían sobre la cama para renovar ceremonialmente sus votos. Esta ceremonia también fue practicada en los cultos de Marduk con Sarpanitum, Nabu con Tashmetum y Anu con Antu.

## Culto
El templo E.babbar, en Larsa, está dedicado a Aya y a su esposo Shamash.